# Nordkapp

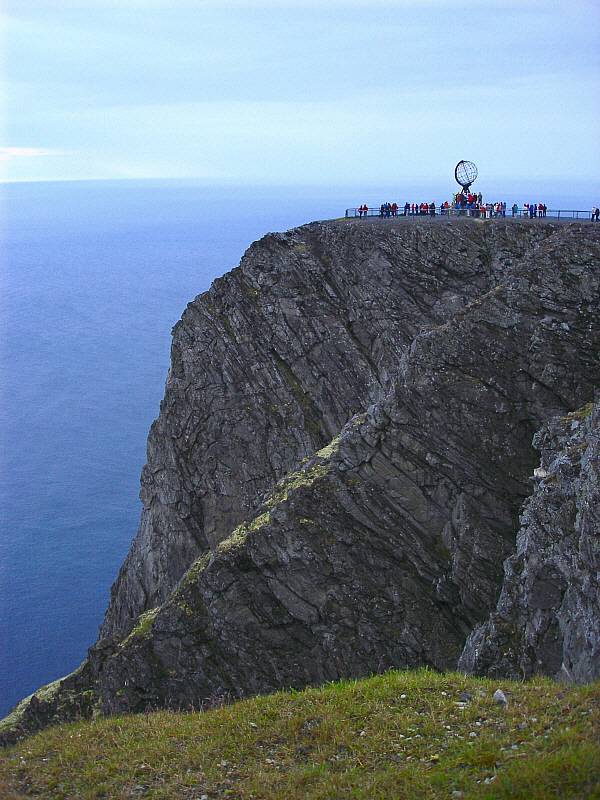
Pohled na útes

Severní mys, norsky Nordkapp, sámsky Davvenjárga, je asi 300 metrů vysoký mys na ostrově Magerøya v nejsevernější části Norska, často mylně považovaný za nejsevernější bod evropské pevniny. Tím ve skutečnosti je východněji položený mys Kinnaroden, protože Nordkapp se nachází na ostrově – není však ani nejsevernějším místem tohoto ostrova (tím je Knivskjellodden, 4 km severozápadně). Popularita Nordkappu plyne ze symbolického názvu, historie a z toho, že je dostupný po silnici (E69), na rozdíl od Kinnarodenu i Knivskjelloddenu. Pojmenoval ho v polovině 16. století anglický kapitán Richard Chancellor, který ho objevil při hledání severovýchodního průjezdu.
Vládne zde drsné subpolární klima, omývá ho Barentsovo moře a je vzdálen asi 2000 km od severního pólu. Zdejší vody však díky Golfskému proudu nikdy nezamrzají. V oblasti se nachází obce a turistická střediska Honningsvåg, Nordvågen, Kamøyvær, Skarsvåg, Gjesvær, Repvåg a Skipsfjorden.
Od roku 1956 je Nordkapp přístupný po silnici, na jejímž konci vznikl turistický komplex s restauracemi, muzei a dalšími zajímavostmi. Z Nordkappu je možno za příznivého počasí pozorovat půlnoční slunce, které v letních měsících nezapadá pod obzor nebo naopak polární záři v noci.

## Historie

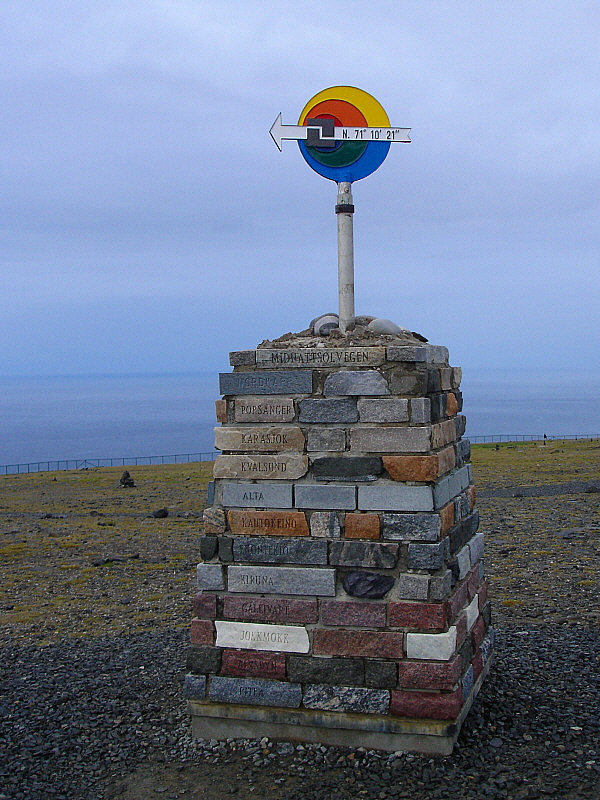
Monument

| 1553 | pojmenování mysu |
|      | V roce 1553 pojmenoval mys anglický kapitán Richardem Chancellorem, když hledal severní mořskou cestu do Číny. V bouři se oddělil se svou lodí Edward Bonaventura od ostatních lodí a proplul kolem impozantní hory Knyskanes a toto místo pojmenoval jako Nordkapp (North Cape). |
| 1594 | první obraz mysu |
|      | Holanďan Jan Huygen van Linschoten vytvořil první obraz útesu jako rytinu do mědi. V této době mělo Holandsko v oblasti mnoho velrybářských osad. Později v této oblasti začali lovit i rybáři z ostatní Evropy. Tato situace trvala až do doby, kdy dánsko-norská vláda vydala zákaz lovu velryb bez povolení. |
| 1664 | první návštěva místa (je však samozřejmé, že toto místo navštívily i jiné osoby a cestovatelé, jejichž jména však nebyla zachována). |
|      | V roce 1664 navštívil místo italský kněz Francesco Negri z Ravenny v Itálii. Kněz byl odhodlán zjistit, jak mohou lidé přežít tak daleko na sever. Cestoval sám a překonal rekord cestovatelů. Po dosažení svého cíle, pronesl slavnou větu: „Zde jsem a nyní stojím na Nordkappu – na nejvzdálenější výspě civilizace – nyní mohu říci, že moje touha po poznání je splněna. Nyní se spokojen vrátím domů – dá-li Bůh.“                        |
| 1795 | exilová cesta |
|      | V roce 1795 navštívil Nordkapp princ Ludvík Filip při svém útěku v době francouzské revoluce. |
| 1828 | druhý výstup |
|      | V roce 1828 nebojácný Nor B. M. Keihau jako první člověk, který vystoupil na plošinu mysu ze strany od Hornviky. |
| 1845 | počátky turistiky |
|      | 9. července 1845 byla podniknuta první turistická cesta na mys parníkem Prinds Gustav. |
| 1861 | přípitek šampaňským vínem |
|      | V roce 1861 Němec Karl Vogt zahajuje tradici pití šampaňského vína na oslavu dosažení Nordkappu. |
| 1873 | královská návštěva |
|      | V roce 1873 navštívil Nordkapp norský/švédský král Oskar II. |
| 1879 | poštovní cesta |
|      | Od roku 1879 se obeplutí Nordkappu používá jako lodní poštovní trasa spojení do Vadsø. |
| 1893 | rozvoj turistiky |
|      | V roce 1893 byla zahájena plavba expresního pobřežního parníku společností Hurtigrute, což byl zlomový okamžik pro turistiku na Nordkappu. |
| 1898 | první stavba na Nordkappu |
|      | V roce 1898 byla postavena a zprovozněna osmistěnná poštovna a prodejna šampaňského vína. |
| 1907 | návštěva státníka |
|      | V roce 1907 navštívil thajský král Chulalongkorn Nordkapp, doprovázená svojí družinou. Orientální monarcha se plavil z Kodaně na pronajaté jachtě Albion. Monarcha podpořil vznik malého thajského muzea v komplexu. |
| 1927 | regulace turistického ruchu a ochrana prostředí |
|      | V roce 1927 byla založena společnost Nordkaps Vel AS ve prospěch Nordkappu s účelem zachování rázu původního místa pro budoucí generace a regulace turistiky. |
| 1943 | 2. světová válka |
|      | V roce 1943 proběhla nedaleko mysu bitva mezi Spojenci a Němci, tzv. bitva u Severního mysu. |
| 1956 | přístup po souši |
|      | V roce 1956 byla otevřena cesta pro motorová vozidla na Nordkapp z Honningsvågu. |
| 1958 | výstavba |
|      | V roce 1958 byla zahájena první fáze výstavby komplexu na Nordkappu. |
| 1984 | Northkalott / The Royal North Cape Club |
|      | V roce 1984 byla realizována stavba monumentu Northkalott a zahájil činnosti The Royal North Cape Club. |
| 1988 | Děti Země / podzemní prostory |
|      | V roce 1988 zahájily děti práce na monumentu Děti země. |
|      | V roce 1988 byly dobudovány podzemní prostory ve skalním masivu. Jedná se o kinosál, modlitebnu, expozici thajského krále, expozice z historie mysu, prostory The Royal North Cape Club a dolní vyhlídková terasa. |
| 1997 | rozšíření komplexu na Nordkappu |
|      | V současnosti (2010) obsahuje komplex: parkoviště, hlavní vstup, pamětní kámen Oscara II, expozici Děti Země, informační stánek, sociální zázemí, veřejný telefonní automat, výtahy, kinosál, spojovací tunel podzemí, Grotten Bar, The Royal North Cape Club, kapli, thajské muzeum, kavárnu Kompasset, restauraci Kompasset, Coffe bar, prodejnu suvenýrů, poštovní přepážku, panoramatickou halu, severní východ, ocelový globus a monument. |

## Monument Northkalott
Mezi turistickou budovou a špičkou útesu stojí méně nápadný monument nazývaný cestou půlnočního slunce (Midnattsolveien). Tento monument byl postaven za přispění 12 místních správních orgánů oblasti v roce 1984. Přispěvateli na tento monument je pět švédských, jeden finský a šest norských orgánů správy. Monument je postaven ze 12 druhů kamene z jednotlivých oblastí (Piteå, Älvsbyn, Jokkmokk, Gällivare, Kiruna, Enontekiö, Alta, Kvalsund, Karasjok, Porsanger a Nordkapp).
Monument je chráněn spisem č. 161305 u Kungliga Patent- och registreringsverket ve Stockholmu.

## Děti Země
Východně od hlavní budovy na Nordkappu se nachází nejseverněji umístěné sousoší vytvořené dětskými výtvarníky. Monument byl dokončen v roce 1989, představuje sedm dětí z různých částí světa (7 světadílů – 7 dětí – 7 plastik) a symbolizuje spolupráci, přátelství, naději a štěstí napříč všemi stranami. Socha proti reliéfům s názvem „Matka a dítě“ je dílem umělkyně Eva Rybakken. Celá skupina děl je doplněna plastikou se zmenšenými vyobrazeními jednotlivých děl a jmény autorů.

Nápis na společné plastice:
V červnu 1988 se sedm dětí z různých koutů světa sešlo na Nordkappu, aby zde zůstali jeden týden a společně vytvořili památník Barn av Jorden symbolizující spolupráci, přátelství, naději a radost.

Dětští tvůrci (zleva):
Jasmine (Tanzanie), Rafael (Brazílie), Ayumi (Japonsko), Sitrideo (Thajsko), Gloria (Itálie), Anton (Sovětský svaz), Louise (USA).

## The Royal North Cape Club
Členem klubu se může stát pouze ten, kdo osobně navštíví Nordkapp. Účelem klubu je propagace a podpora Nordkapu, jeho členové mimo doživotního volného vstupu na Nordkapp a možnosti využití klubového prostoru na Nordkappu nemají jiné výhody. Současný (2010) stav členů klubu přesahuje 42 000 osob.

## Turistika
Na konci útesu je umístěn model ocelového glóbusu na vyvýšeném betonovém podstavci. Vstup do areálu je placený, ale po zavírací hodině je možné jej volně navštívit, návštěvník ale nemá možnost zavítat do objektu, ve kterém se nachází muzeum, kaple, několik restaurací, vyhlídková terasa, kinosál, obchod se suvenýry, nejsevernější evropská pošta a prostory Královského klubu Nordkappu.